# Nikolaus Harnoncourt
Pour les articles homonymes, voir Harnoncourt (homonymie).
Nikolaus Harnoncourt, de son nom complet Johann Nikolaus comte de La Fontaine et d’Harnoncourt-Unverzagt (en allemand : Johann Nikolaus Graf von La Fontaine und Harnoncourt-Unverzagt), né le 6 décembre 1929 à Berlin (Allemagne) et mort le 5 mars 2016 à Sankt Georgen im Attergau (Autriche), est un chef d'orchestre, violoncelliste et gambiste autrichien. Il est également l'auteur de plusieurs livres traitant en particulier d'interprétation historique et d'esthétique musicale.

## Famille
Nikolaus Harnoncourt est le fils d’Eberhard de La Fontaine (1896-1970), comte d’Harnoncourt-Unverzagt, et de sa seconde épouse, Ladislaja (1899-1997), comtesse de Méran et baronne de Brandhoven.
Du côté paternel, il descend d’une famille lorraine (les La Fontaine) originaire de Marville (Meuse) et installée ensuite à Harnoncourt, localité située aujourd’hui en Belgique et jadis en Lorraine.
Le 27 juin 1953, Nikolaus Harnoncourt épouse à Graz (Autriche) la violoniste Alice Hoffelner (née en 1930), elle-même fille de Léopold Hoffelner et de Gertrude Schönfelder.
De ce mariage naissent quatre enfants, dont Elisabeth (née en 1954), comtesse de la Fontaine et d’Harnoncourt-Unverzagt. Celle-ci se fait connaître en tant que mezzo-soprano, dans l'opéra, l'oratorio ou dans d'autres formes musicales. Elle épouse en 1981 Ernst-Jürgen von Magnus (né en 1943).

## Biographie
Nikolaus Harnoncourt naît à Berlin. Deux ans après sa naissance, son frère Philipp voit le jour et la famille déménage à Graz, où son père a obtenu un doctorat et un poste dans le gouvernement (Landesregierung) de Styrie. Le jeune Nikolaus grandit donc en Autriche et étudie la musique à Vienne.
Initialement parrainé par Karajan en raison de son aura aristocratique[réf. souhaitée], il devient violoncelliste avec l'orchestre symphonique de Vienne. Toujours dans cette période, il fonde le Concentus Musicus Wien avec sa femme, Alice Hoffelner, en 1953. Ce groupe se consacre à l’authentic performance (« interprétation authentique ») sur « instruments d'époque », et vers les années 1970 son travail au sein de ce dernier lui procure une certaine notoriété.
De fait, Nikolaus Harnoncourt et le Concentus Musicus Wien prennent place au premier rang des musiciens qui, par leurs travaux de recherche, leurs interprétations, leurs écrits, leur enseignement, ont initié, à partir des années 1960, une véritable déconstruction dans l'interprétation et dans la réception de la musique baroque européenne. Cette révolution modifie la compréhension et l'évaluation d'une grande partie de cette musique pour de nombreux interprètes dont les productions couvrent les XVIIe et XVIIIe siècles. Elle a exercé une certaine influence sur notre culture et notre sensibilité musicales. De nombreux enregistrements d'Harnoncourt et du Concentus Musicus Wien ont été dans les années 1970 et 1980 des références incontournables pour certains.
Bien que contestés par les « modernistes », les Concertos brandebourgeois (1964) et l'intégrale des cantates de Bach, L'Orfeo (1968) et L'incoronazione di Poppea (1974) de Monteverdi, Il cimento dell'armonia e dell'inventione (1977) de Vivaldi, Belshazzar (1978), l’Ode à sainte Cécile (1978), Alexander's Feast (1979), Jephtha (1979) de Haendel comptent parmi les fleurons d'une abondante et brillante discographie.
En 1967 au côté du chef Gustav Leonhardt, il tient un rôle dans Chronique d’Anna Magdalena Bach, un film de Jean-Marie Straub et Danièle Huillet.
Il travaille plus tard avec beaucoup d'autres orchestres en utilisant des instruments modernes, principalement l'orchestre du Concertgebouw d'Amsterdam, à partir de 1977, ce qui remet totalement en cause son propre combat en faveur des instruments anciens. Il veillera cependant à préserver un historicisme en termes de tempi, de dynamique musicale, etc. Il étend également son répertoire en continuant à jouer de la musique baroque, travail qui l'a rendu célèbre, mais aussi le répertoire d'opérettes viennoises et de symphonies romantiques et post-romantiques (Anton Bruckner). En 2009, il dirige à Graz Porgy and Bess de George Gershwin. Il effectue un enregistrement des symphonies de Beethoven avec le Chamber Orchestra of Europe.
En 1971, Harnoncourt et Gustav Leonhardt entreprennent d'enregistrer toutes les cantates de Jean-Sébastien Bach. Le projet se termine en 1990 ; c'est le premier et unique cycle complet de cantates (excepté les nos  51 et 199) à utiliser des voix solistes et un chœur exclusivement masculins. En 2001, une excellente critique et un Grammy Award viennent récompenser l'enregistrement de la Passion selon Saint Matthieu de Bach dirigée par Harnoncourt, mais qui cette fois est revenue sur les principes d'utilisation des voix d'enfants.
Il est invité par deux fois à diriger le concert du nouvel an à Vienne, en 2001 et en 2003.
Après ses enregistrements de la 3e et de la 4e symphonies d'Anton Bruckner avec le Concertgebouw d’Amsterdam, de la 8e avec la Philharmonie de Berlin, de la 5e, de la 7e et d'une « fascinante » 9e avec l'Orchestre philharmonique de Vienne, il est considéré comme « l'un des grands chefs brucknériens » du moment.
Le 5 décembre 2015, par le biais d'une lettre adressée à son public, il fait part de son retrait du monde musical pour raisons de santé. Il meurt le 5 mars 2016. Un livre d'entretiens avec Bertrand Dermoncourt est publié de manière posthume par Actes Sud en 2021.

## Écrits publiés
- Le discours musical : pour une nouvelle conception de la musique [« Musik als Klangrede : Wege zu einem neuen Musikverständnis »] (trad. de l'allemand par Dennis Collins), Paris, Gallimard, coll. « Tel », 2014 (1re éd. 1984), 294 p. (ISBN 978-2-07-014696-3 et 2-07-014696-0, OCLC 896254821, BNF 44204312).
- Le dialogue musical : Monteverdi, Bach et Mozart [« Der musikalische Dialog : Gedanken zu Monteverdi, Bach und Mozart »] (trad. de l'allemand par Dennis Collins), Paris, Gallimard, coll. « Arcades » (no 7), 1985, 345 p. (ISBN 2-07-070488-2, OCLC 757023342, BNF 34837726).
- La parole musicale : propos sur la musique romantique [« Mozart Dialoge & Töne sind höhere Worte, Gespräche über romantische Musik »] (trad. de l'allemand par Sylvain Fort), Arles, Actes Sud, 2016, 233 p. (ISBN 978-2-330-03407-8, OCLC 919582905, BNF 43890948).
- Le Baiser des muses. Entretiens avec Bertrand Dermoncourt, Préface de Gidon Kremer, Arles, Actes Sud, 2021  (ISBN 978-2-330-14739-6)[8].

## Prix et distinctions
- 1980 : Prix Erasme, conjointement avec Gustav Leonhardt
- 1994 : Prix Polar Music
- 2002 : Prix Ernst von Siemens
- 2007 : Médaille Bach de la ville de Leipzig
- 2010 : Médaille d'or de la Royal Philharmonic Society

## Des enregistrements faits avec des instruments d'époque
- Nikolaus Harnoncourt, Frans Brüggen, Leopold Stastny, Herbert Tachezi. Johann Sebastian Bach: Gamba Sonatas — Trio Sonata in G major. Jacobus Stainer, Andrea Castagneri, A.Grenser; Clavecin Martin Skowroneck, Telefunken
- Nikolaus Harnoncourt, Gustav Leonhardt, Leonhardt-Consort, Concentus musicus Wien, Alan Curtis, Anneke Ulttenbosch, Herbert Tachezi. Johann Sebastian Bach: Harpsichord Concertos BWV 1052, 1057, 1064, Teldec
- Nikolaus Harnoncourt, Chamber Orchestra of Europe. Franz Schubert. Symphonies, Ica Classics
- Nikolaus Harnoncourt, Rudolf Buchbinder. Wolfgang Amadeus Mozart. Piano concertos No. 23&25  Walter (Paul McNulty). Sony
- Nikolaus Harnoncourt, Chamber Orchestra of Europe, Pierre-Laurent Aimard. Ludwig van Beethoven. Piano Concertos Nos. 1-5. Teldec Classics
- Nikolaus Harnoncourt, Chamber Orchestra of Europe, Gidon Kremer, Martha Argerich. Schumann: Piano Concerto and Violin Concerto. Teldec Classics
- Nikolaus Harnoncourt, Concentus musicus Wien. Georg Philipp Telemann : Tafelmusik, Philips